# Marian Ciaciura
Marian Ciaciura (ur. 18 września 1937 w Wąsowiczówce (Podole, gm. Potutry, powiat brzeżański), zm. 19 lutego 2011 we Wrocławiu) – polski botanik specjalizujący się w chorologii, ochronie gatunkowej roślin, taksonomii, botanice farmaceutycznej, zaangażowany w edukację ekologiczną, w tym tworzenie i rozwój polskich ogrodów botanicznych.

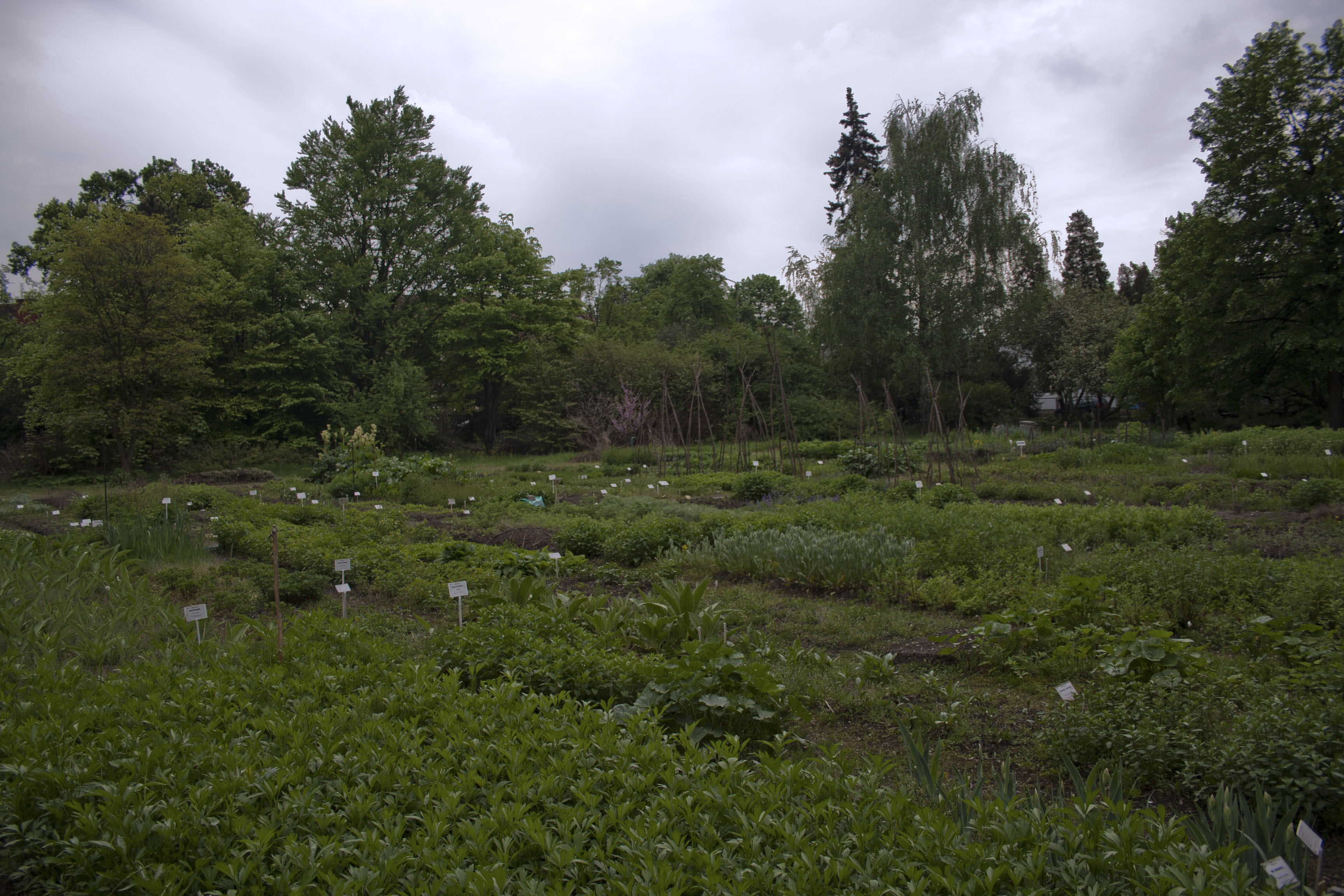
Ogród Roślin Leczniczych Akademii Medycznej we Wrocławiu

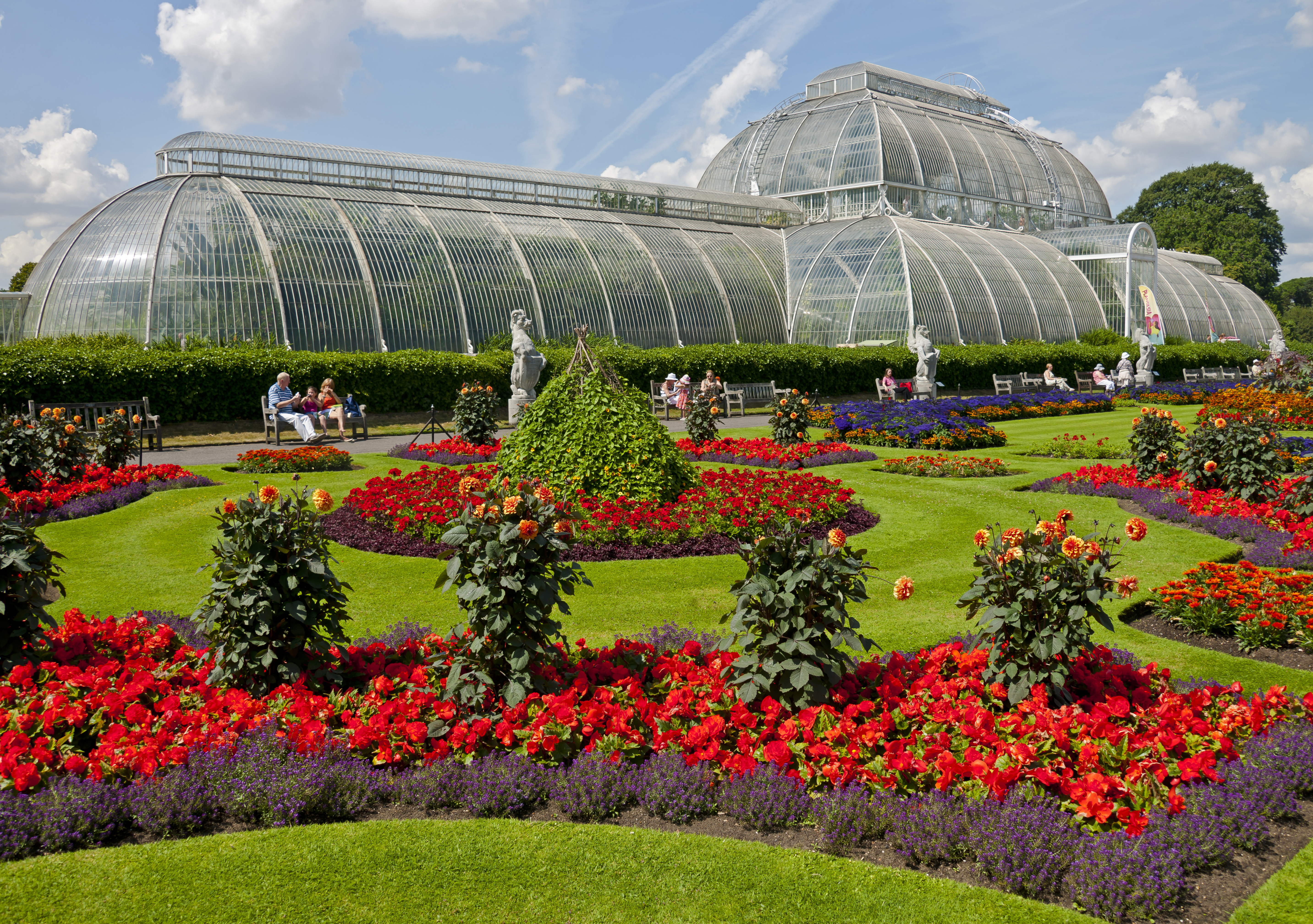
Kwiaty przed palmiarnią Królewskich Ogrodów Botanicznych w Kew

## Życiorys
Urodził się na Podolu w 1937 roku. Był synem Jana Ciaciury (ur. 1883 w Woli Przemykowskiej) i Ksawery Ciaciury z domu Zając (ur. 1897 w Wierzchosławicach). Miał czworo rodzeństwa. Po II wojnie światowej znalazł się w zniszczonym Wrocławiu, w którym zaczynał się okres odbudowy, zasiedlania i kształtowania się tożsamości jako polskiego miasta. Przeksztaceniom ulegała m.in. struktura polskich uczelni (zob. historia Uniwersytetu Wrocławskiego i Politechniki Wrocławskiej).
Marian Ciaciura został w 1960 roku absolwentem Wydziału Nauk Przyrodniczych Uniwersytetu Wrocławskiego. W tymże roku rozpoczął pracę w Katedrze Botaniki Farmaceutycznej na Wydziale Farmacji wrocławskiej Akademii Medycznej (zob. Wydział Farmaceutyczny z Oddziałem Analityki Medycznej Uniwersytetu Medycznego im. Piastów Śląskich we Wrocławiu). W 1960 podjął pracę w Katedrze Botaniki Farmaceutycznej na Wydziale Farmacji Akademii Medycznej we Wrocławiu. W 1968 roku uzyskał stopień doktora nauk farmaceutycznych, a po kolejnych dwóch latach otrzymał stanowisko kierownika Ogrodu Roślin Leczniczych Akademii Medycznej we Wrocławiu, które zajmował w latach 1970–1979. Wiedzę nt. ogrodów botanicznych wzbogacił odbywając krótkie staże w zagranicznych ogrodach botanicznych, z którymi współpracował (Wiedeń, Londyn, Oxford, Berlin, Greifswald, Suchumi).
Stopień doktora habilitowanego nauk biologicznych uzyskał w 1988 roku na Uniwersytecie Jagiellońskim po wykonaniu pracy habilitacyjnej na temat Charakterystyka rozmieszczenia górskich gatunków naczyniowych na Śląsku.
W 1987 roku rozpoczął pracę na drugim etacie w Uniwersytecie Szczecińskim, gdzie od 1 kwietnia 1990 roku pracował w pełnym wymiarze czasu pracy. Podjął się zorganizowania Katedry Taksonomii Roślin i Fitogeografii na Wydziale Biologii i Nauk o Morzu US.
Był członkiem Rady Redakcyjnej Zeszytów Naukowych Uniwersytetu Szczecińskiego Acta Biologica, w których publikował liczne artykuły (przykład: Acta Biologica Nr 14, 2008). W ramach pracy dydaktycznej był promotorem ponad 100 prac dyplomowych.
Planowanie i budowa szczecińskiego ogrodu botanicznego

W organizację nowoczesnego Ogrodu Botanicznego w Szczecinie zaangażował się w roku 1985 prof. Kazimierz Jaskot, pierwszy rektor nowo utworzonego Uniwersytetu Szczecińskiego. 

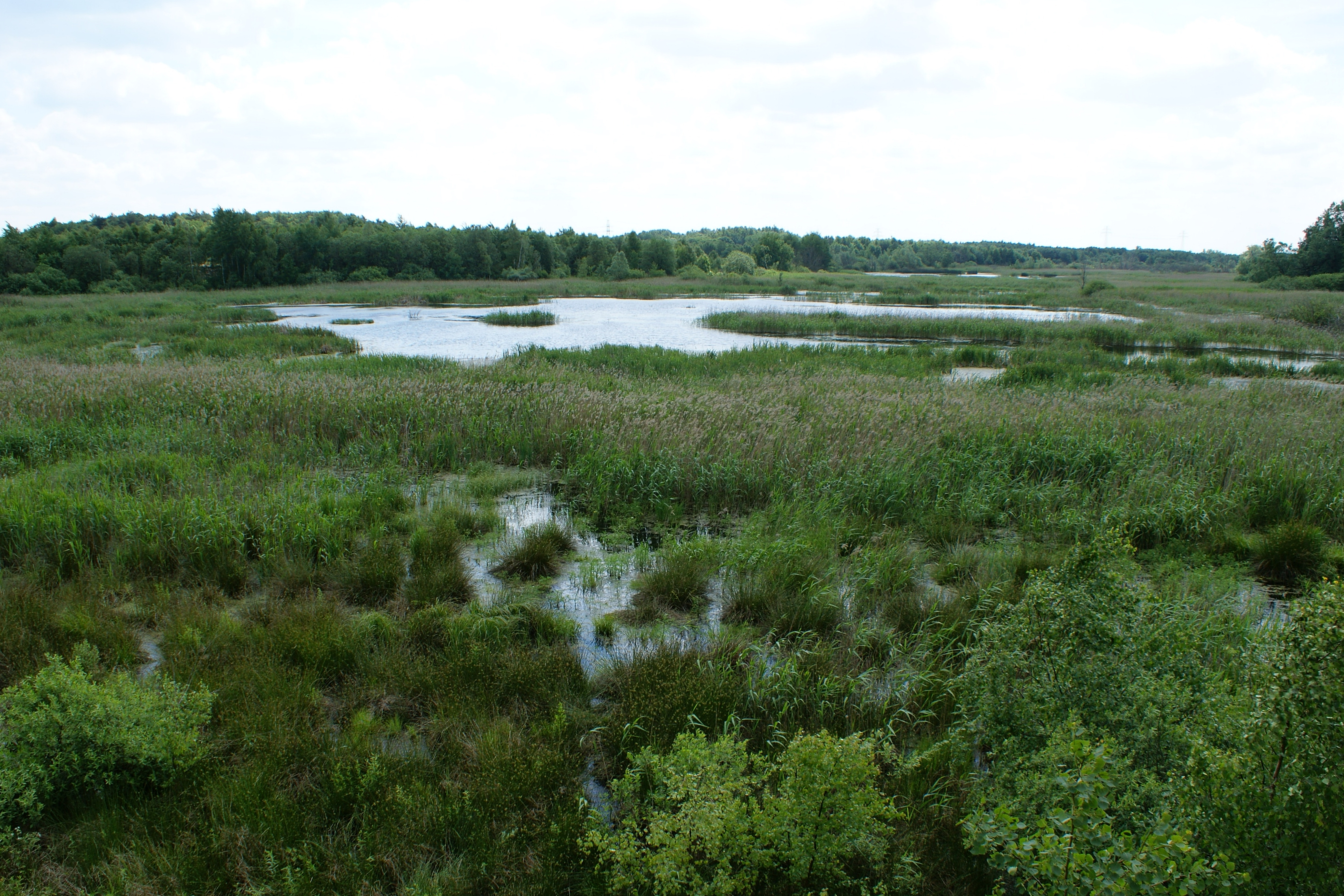
Zespół przyrodniczo-krajobrazowy „Wodozbiór”

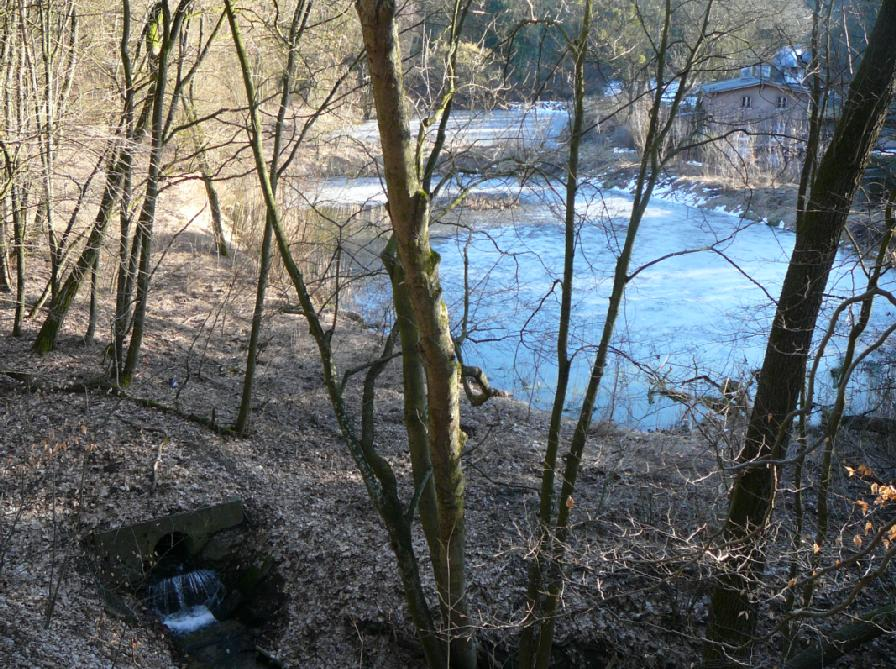
Dolina Siedmiu Młynów
(Park Leśny Arkoński)

Wkrótce rozpoczęła działalność Komisja, w skład której weszli: prof. Teresa Orecka (dziekan Wydziału Biologii i Nauk o Morzu), prof. Tadeusz Głazek, Marek Leda (przedstawiciel Miasta, krajoznawca) i prof. Aleksander Łukasiewicz – przewodniczący Rady Ogrodów Botanicznych i Arboretów PAN w latach 1973–1996. Wśród opracowań wykonanych w latach 1989–1995 w celu ustalenia nowej lokalizacji, struktury i zadań Ogrodu są wymieniane m.in.:
- Ciaciura M., Gliniak J., Leda M.: Inwentaryzacja dendrologiczna Parku Arkońskiego (1989)
- Ciaciura M., Zając A., Zając M.: Mapa fitosocjologiczna Lasu Arkońskiego (1990)
- Ciaciura M.: Rozszerzony program budowy Ogrodu Botanicznego w Szczecinie (1991)

W czasie długotrwałych porównawczych analiz cech „Wodozbioru” i „Parku Arkońskiego” jako rozważanych terenów pod budowę ogrodu korzystano z wcześniejszych prac prof. Aleksandra Łukasiewicza. Stwierdzono, że więcej argumentów przemawia za drugą z wymienionych lokalizacji.
W 1997 roku Marian Ciaciura zorganizował, jako pełnomocnik Rektora US do spraw budowy Ogrodu Botanicznego w Szczecinie, Ogólnopolską Konferencję Dyrektorów Ogrodów Botanicznych i Arboretów, na której przedyskutowano różne kontrowersje związane z lokalizacją ogrodu i zorganizowano wizję lokalną. Na uczelnianej stronie Ogrodu Botanicznego w Szczecinie zamieszczono m.in. opinię dr hab. Jerzego Puchalskiego, uczestniczącego w tej konferencji kolejnego przewodniczącego ROBiA Rady Ogrodów Botanicznych i Arboretów w Polsce (lata 1996–2011). Prof. Puchalski poinformował, że:
„...po wizji terenu Rada Ogrodów Botanicznych w pełni zaakceptowała propozycję przedstawioną przez Wydziałową Komisję WNP w 1989 r.”
W lipcu 2006 roku Rektorzy Uniwersytetu Szczecińskiego i Akademii Rolniczej w Szczecinie powołali Międzyuczelnianą Radę Programową pod przewodnictwem prof. Mariana Ciaciury. Już 9 listopada 2006 Prezydent Miasta Szczecina Marian Jurczyk i rektorzy Uniwersytetu Szczecińskiego i Akademii Rolniczej podpisali List Intencyjny w sprawie budowy i utrzymania Miejskiego Ogrodu Botanicznego w Szczecinie, jednak brakowało jednomyślnego poparcia projektów.
Marian Ciaciura przeszedł na emeryturę 30 września 2007 roku, pozostając pracownikiem Katedry (był zatrudniony do śmierci na podstawie umowy o pracę). 24 czerwca 2008 roku otrzymał tytuł profesora zwyczajnego (nominację wręczył prezydent Lech Kaczyński).
Zmarł nagle 19 lutego 2011 r. we Wrocławiu.

## Zainteresowania badawcze

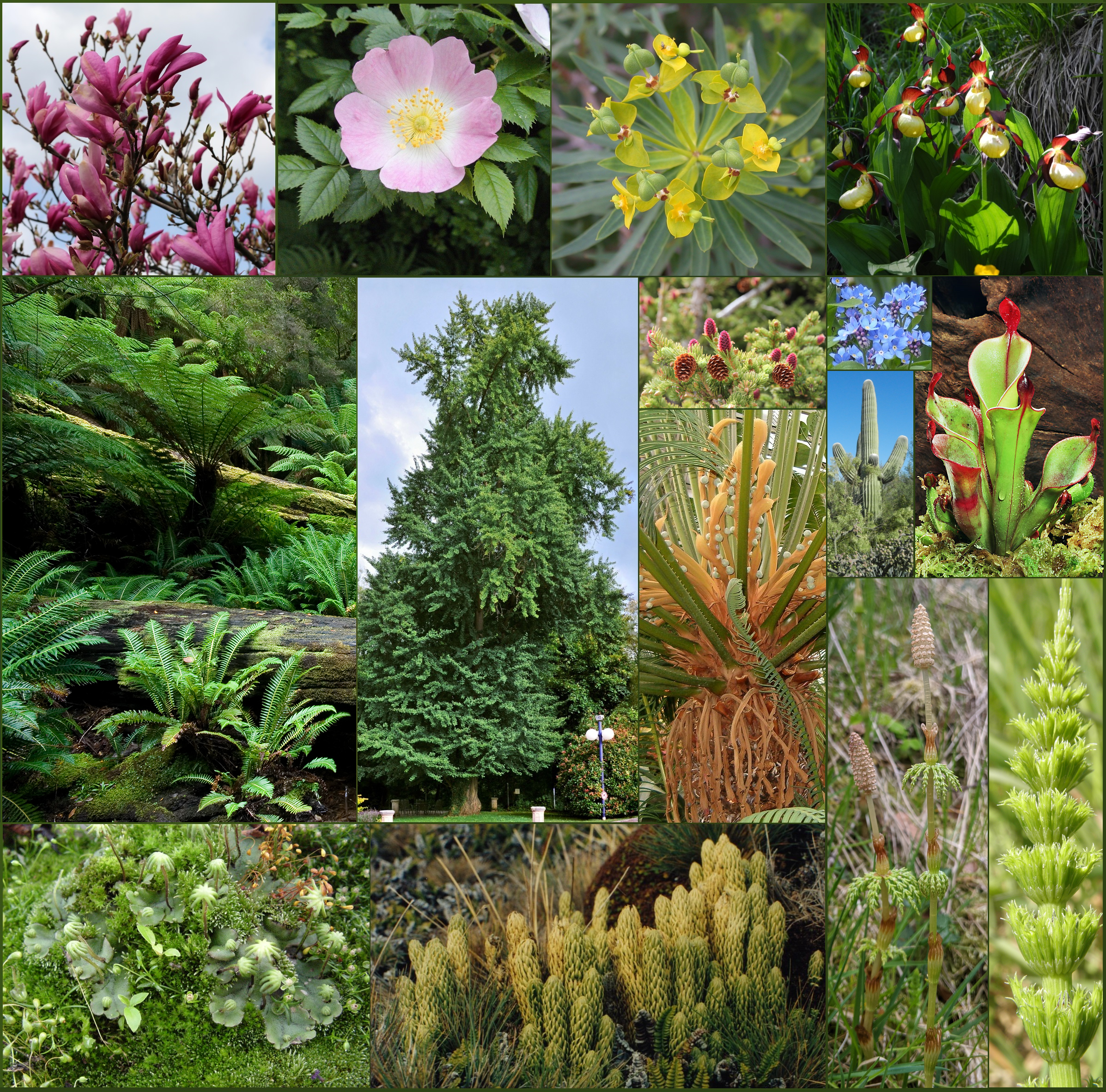
Rośliny naczyniowe (Tracheophyta)

Zainteresowania badawcze Mariana Ciaciury koncentrowały się głównie wokół zagadnień chorologii, ochrony gatunkowej roślin, taksonomii i edukacji ekologicznej. Był współautorem metodyki opracowanej do „Atlasu rozmieszczenia roślin naczyniowych na Śląsku”. Przygotował materiały ze Śląska do „Atlasu Florae Europaeae”. Współuczestniczył w opracowaniu dzieł „Flora polska: rośliny naczyniowe Polski i ziem ościennych” oraz „Atlas rozmieszczenia roślin naczyniowych chronionych w Polsce”. Przygotował rękopis „Bibliografii roślin naczyniowych na Śląsku”. Wydał „Bibliografię roślin naczyniowych Pomorza Zachodniego”.

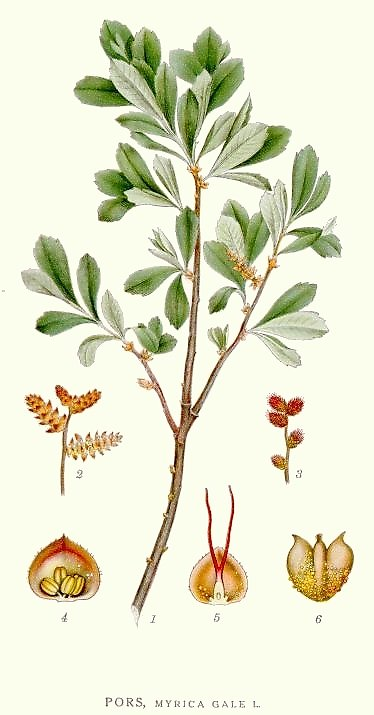
Woskownica europejska
(zob. zagrożenia i ochrona)

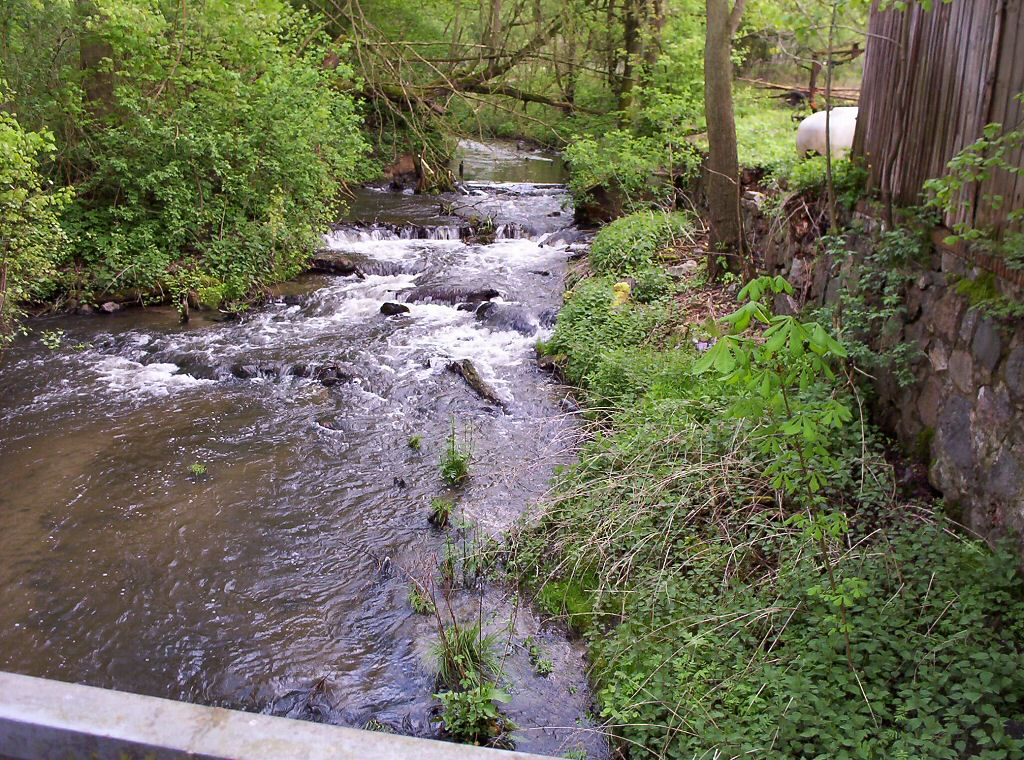
Rzeka Płonia w okolicach Niepołcko (gmina Barlinek)

Zajmował się również badaniami ekologiczno-biologicznymi gatunków zagrożonych na Pomorzu (ochrona gatunkowa, zob. np. „Rozmieszczenie populacji woskownicy europejskiej Myrica gale L. i jej stan na obszarze Pobrzeża Szczecińskiego”, woskownica w Rezerwacie przyrody Czarnocin im. prof. Janiny Jasnowskiej). Uczestniczył również w pracach prowadzonych w ramach planowania obszarowych form ochrony przyrody, takich jak projektowanie innych rezerwatów, parków narodowych, obszarów chronionego krajobrazu itp. W 2007 roku był współautorem pracy „Siedliska marginalne źródliskowego odcinka Doliny Płoni ostoją chronionych, rzadkich i zagrożonych gatunków roślin naczyniowych” (654 gatunki roślin naczyniowych i 95 gatunków mszaków; zob. rzeka Płonia, Barlinecko-Gorzowski Park Krajobrazowy, ścisły rezerwat przyrodniczy Skalisty Jar Libberta i inne).
Zbiory zielnikowe profesora Ciaciury znajdują się w Herbarium Stetinense funkcjonującym w Uniwersytecie Szczecińskim.

## Publikacje
Dorobek prof. Mariana Ciaciury obejmuje ponad 300 opracowań, w tym m.in. 98 prac oryginalnych, 19 monografii, 39 prac popularnonaukowych, 2 podręczniki akademickie, 17 referatów sympozjalnych i 19 komunikatów. W katalogu WorldCat znajdują się 42 prace (74 publikacje) przechowywane w 115 bibliotekach świata (zob. też NUKAT i Katalog Biblioteki Głównej US).
Prace najbardziej popularne
1. Rośliny naczyniowe Zaodrza (na zachód od Szczecina) Adam Zając, Maria Zając, Marian Ciaciura (1993); The vascular plants of Zaodrze (to the west of Szczecin) by Adam Zając (1993)
2. Flora polska: rośliny naczyniowe Polski i ziem ościennych (1972)
3. Flora polska: rośliny naczyniowe Polski i ziem ościennych (1971)
4. Atlas rozmieszczenia roślin naczyniowych chronionych w Polsce (1997)
5. Charakterystyka rozmieszczenia górskich gatunków naczyniowych na Śląsku: Część II = Distribution of mountain species of vascular plants in Silesia by Marian Ciaciura (1988)
6. Stan środowiska przyrodniczego podstawowym warunkiem zdrowotności społeczeństwa: XV ogólnopolskie sympozjum, Wisełka, wrzesień 2002 : streszczenia(2002-2004)
7. Dylematy ochrony przyrody XXI wieku = Dilemmas of nature protection in the XXIst century (2002)
8. Bibliografia roślin naczyniowych Pomorza Zachodniego by Marian Ciaciura (2007)
9. Atlas rozmieszczenia roślin naczyniowych chronionych w Polsce (3 ed 1992 – 1997)
10. Charakterystyka rozmieszczenia górskich gatunków naczyniowych na Ślasku by Marian Ciaciura (1988)
11. Peace with God and the whole Creation = Pokój z Bogiem i z całym Stworzeniem: Międzynarodowe Sympozjum Wisełka 2000 (2001)
12. Współczesna rola ogrodów botanicznych w ochronie środowiska przyrodniczego: ogólnopolska konferencja dyrektorów ogrodów botanicznych i arboretów w Polsce, Szczecin, 16 – 17 maja 1997 r.
13. Charakterystyka rozmieszczenia górskich gatunków naczyniowych na śląsku by Marian Ciaciura (1988)
14. Dwuliścienne ; Zrosłopłatkowe. Część 4 (1972)
15. Charakterystyka rozmieszczenia górskich gatunków naczyniowych na Śląsku = Distribution of mountain species of vascular plants in Silesia by Marian Ciaciura (1976-1988)
16. Flora roślin naczyniowych województwa zachodniopomorskiego, 2009
17. Przewodnik do ćwiczeń z botaniki systematycznej, 2004
18. Flora polska (książka)
19. Atlas rozmieszczenia roślin naczyniowych w Polsce (ATPOL)
20. Kwiaty i sztuka: katalog wystawy, Szczecin, Zamek Książąt Pomorskich, 16–20 października 1994 r. by Anna Malejka